# Нуксак (Вашингтон)
Нуксак (енгл. Nooksack) град је у америчкој савезној држави Вашингтон. По попису становништва из 2010. у њему је живело 1.338 становника.

## Демографија
Према попису становништва из 2010. у граду је живело 1.338 становника, што је 487 (57,2%) становника више него 2000. године.
| Група             | 2000.       | 2010.         |
| Белци             | 755 (88,7%) | 1.011 (75,6%) |
| Афроамериканци    | 4 (0,5%)    | 2 (0,1%)      |
| Азијати           | 14 (1,6%)   | 22 (1,6%)     |
| Хиспаноамериканци | 56 (6,6%)   | 240 (17,9%)   |
| Укупно            | 851         | 1.338         |